# Fiat 18
Il Fiat 18 è un autocarro militare pesante prodotto dalla Fiat Veicoli Industriali ed impiegato dal Regio Esercito nella prima guerra mondiale.

## Storia
Il Fiat 18 fu sviluppato e prodotto dalla Fiat a partire dal 1911, ma il vero successo per questo autocarro arrivò durante la Grande Guerra, quando il modello Fiat 18BL divenne la spina dorsale della logistica italiana, specialmente durante le offensive del 1916. L'autocarro costituiva il normale complemento medio-pesante dell'autocarro leggero Fiat 15 ed insieme a questo fu il protagonista della motorizzazione delle forze armate italiane. Le forze armate, oltre che la versione 18BL, impiegarono il Fiat 18BLR (la R sta per rinforzato), il Fiat 18DC ed il Fiat 18P (la P sta per pesante), impiegati, oltre che come trasporto truppe e materiali, anche con gli allestimenti ambulanza chirurgica, carro fotoelettrica, cassonato porta-munizioni, trattore d'artiglieria e laboratorio fotografico al seguito delle squadriglie da ricognizione.
Prodotto in oltre 20.000 esemplari, conobbe enorme successo anche in campo internazionale, venendo utilizzato da Gran Bretagna, Francia ed Unione Sovietica. Il mezzo ebbe larga diffusione anche sul mercato civile, per i modelli 18A, 18M e BL erano prodotti come autotelai semplici che venivano poi allestiti dalle numerose carrozzerie. La versione autobus da 25 posti era particolarmente diffusa tra le autolinee.
Nei primi anni trenta il Regio Esercito sostituì il Fiat 18 con il Ceirano 50 CM, ma alcuni esemplari risultavano ancora in servizio nelle colonie italiane nel 1940 allo scoppiare della seconda guerra mondiale.

## Tecnica
L'autotelaio su due longheroni in lamiera d'acciaio, è a due assi a trazione posteriore, con sospensioni a balestre semiellittiche. Le ruote sono in acciaio fuso, con semipneumatici in gomma piena. Il motore è un quadricilindrico a benzina Fiat 64 nelle varie versioni, tranne che sul Fiat 18P che monta un Fiat 53A. Il cambio è a quattro marce (più retro). Un albero cardanico trasmette il moto al differenziale e questo, tramite due catene protette da carter, alla corona dentata delle ruote.
Il Fiat 18BL, che è stato in assoluto il modello militare più prodotto, era dotato di cassone telonato con sponde di legno, lungo 3,5 m e largo 1,75 m da 3,5 tonnellate di portata. Il posto di guida era protetto da una capote ripiegabile in tela impermeabile ed era dotato ai lati di rastrelliere per gli attrezzi da zappatore. Il passo di 3,65 m e la carreggiata di soli 165 cm, con un raggio di sterzata di 6,8 m, rendeva il mezzo maneggevole anche sulle strade di montagna che caratterizzarono il fronte italiano. La capacità di traino di 5 tonnellate ne permetteva l'utilizzo anche come trattore d'artiglieria.
Il modello Fiat 18BLR era la versione con balestre rinforzate, ruote di diametro minore e telaio accorciato, utilizzata per i trasporti pesanti e come base per l'autocannone da 76/40 R.M. della Regia Marina.

## Caratteristiche tecniche
| Modello                 | Tipo                | Anni di produzione | Tipo di motore    | Cilindrata cm³ | Potenza            | P.T.T. (in tonnellate) |
| ----------------------- | ------------------- | ------------------ | ----------------- | -------------- | ------------------ | ---------------------- |
| Fiat 18                 | autotelaio,         | 1911 - 1913        | Fiat 64 benzina   | 5.130          | 35 a 1200 giri/min | 5,75                   |
| Fiat 18A                | autotelaio, autobus | 1913 - 1915        | Fiat 64A benzina  | 4.874          | 30 a 1200 giri/min | 6,7                    |
| Fiat 18M                | autotelaio, autobus | 1913 - 1914        | Fiat 64 benzina   | 5.130          | 35 a 1200 giri/min | 6,7                    |
| Fiat 18BL               | autotelaio, autobus | 1914 - 1921        | Fiat 64CA benzina | 5.654          | 38 a 1300 giri/min | 7,32                   |
| Fiat 18BLR - (militare) | autotelaio,         | 1914 - 1921        | Fiat 64DA benzina | 6.234          | 40 a 1300 giri/min | 8,5                    |
| Fiat 18BC - (militare)  | autotelaio,         | 1915 - 1919        | Fiat 64BA benzina | 4.578          | 25 a 1200 giri/min | 5,9                    |
| Fiat 18P - (militare)   | autotelaio,         | 1915 - 1920        | Fiat 53A benzina  | 4.398          | 40 a 1800 giri/min | 7,0                    |